# Mitch Morris
Pour les articles homonymes, voir Morris.
Mitch Morris, né John Mitchell Morris le 15 octobre 1979 à Corpus Christi, TX (États-Unis), est un acteur américain. 

## Filmographie

### Cinéma
- 2006 : Another Gay Movie : Griff

### Télévision
- 2002 : Urgences, épisode 8x19 : Edwards
- 2004 : Queer as Folk, saison 4 : Cody Bell